# Carlton Mobley

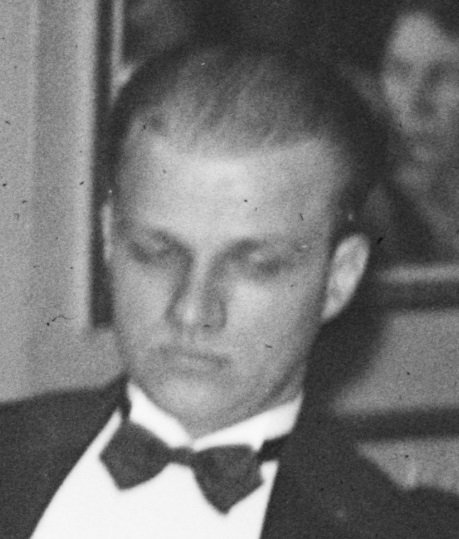
Carlton Mobley (1932)

William Carlton Mobley (* 7. Dezember 1906 bei Hillsboro,  Jones County, Georgia; † 14. Oktober 1981 in Atlanta, Georgia) war ein US-amerikanischer Politiker. Zwischen 1932 und 1933 vertrat er den Bundesstaat Georgia im US-Repräsentantenhaus.

## Werdegang
Carlton Mobley besuchte die öffentlichen Schulen seiner Heimat. Nach einem anschließenden Jurastudium an der Mercer University in Macon und seiner im Jahr 1928  erfolgten Zulassung als Rechtsanwalt begann er in Forsyth in seinem neuen Beruf zu  arbeiten. Politisch schloss er sich der Demokratischen Partei an. Seit 1929 war er Sekretär des Kongressabgeordneten Samuel Rutherford. Nach dessen Tod wurde er bei der fälligen Nachwahl für den sechsten Sitz von Georgia als dessen Nachfolger in das US-Repräsentantenhaus in Washington, D.C. gewählt. Dort trat er am 2. März 1932 sein neues Mandat an. Da er bei den regulären Kongresswahlen des Jahres 1932 nicht mehr kandidierte, konnte er bis zum 3. März 1933 nur die laufende Legislaturperiode im Kongress beenden. Dort wurde während dieser Zeit der 20. Verfassungszusatz verabschiedet.
Zwischen 1934 und 1937 arbeitete Mobley für die Staatsregierung von Georgia. Zwischen 1941 und 1943 fungierte er als stellvertretender Attorney General seines Staates. Während des Zweiten Weltkrieges war er von 1943 bis 1946 Offizier in der US-Marine. Nach dem Krieg arbeitete er als Rechtsanwalt in Macon. Seit 1954 war Mobley Richter am Supreme Court of Georgia. Im Jahr 1969 übernahm er als Chief Justice dessen Vorsitz; dieses Amt bekleidete er bis 1975. Er starb am 14. Oktober 1981 in Atlanta.